# 陰謀の果て
「陰謀の果て」（いんぼうのはて）は、イギリスのSFドラマ『プライミーバル』の第2章第7話にして最終話。イギリスではITV1で2008年2月23日に初放送された。監督はニック・マーフィー、脚本はエイドリアン・ホッジスが担当した。
本作では第2章のストーリーアークであったオリバー・リークの陰謀やキャロライン・スティールの行動の目的が明かされ、拘束された調査チームがリークの陰謀を食い止めるべく奔走する。

## プロット

### あらすじ
拘束された調査チームのうちジェニーはアビー・コナー・キャロラインと合流し、ニックはヘレンとリークのいる制御室へ招待される。ヘレンは第1章第6話「未知なる獣」で起きたような歴史改変を人為的に起こす実験の環境づくりのため、リークは亀裂由来の生物を保有することで強大な知識と力を手に入れるために行動していたことが判明する。それと同時にリークは和解したアビーとコナーをはじめとする4人をスミロドンに捕食させようとするが、ニックによる破壊工作と前話「罠」でコナーが亀裂探知装置に仕込んだコンピュータウイルスにより、生物収容施設はオフラインとなり、生物が次々に収容違反する状況下で調査チームも施設からの脱出を図る。
その頃リークが野外に放っていたサソリの退治命令がレスターからスティーブンに下り、彼も生物討伐に参加する。サソリを拘束したスティーブンはヘレンから連絡を受け、調査チームが全滅したこと、レスターが黒幕であることといった嘘を伝えられ、単身ヘレンの救出へ向かう。
コナー達4人はスクトサウルスが傭兵を倒したこととレックスが換気口を発見したことに助けられ、銃撃を受けて負傷したレックスを庇いながら脱出を果たす。やがてニックは捕食動物の群れと彼らを率いるリークと対面する。ウイルスとコナー達が亀裂調査センターに情報提供したことでレスターがリークのアジトを突き止め特殊部隊を派遣しようとする中、リークはニックを人質に取って捕食動物の群れでレスターを恫喝するが、ニックが捕食動物の制御システムを解除して状況は一変する。リークは本能を剥き出しにした捕食動物に解体され絶命する。
リークが殺害される空間から脱出したニックは、ヘレンと彼女の救出にやって来たスティーブンと合流し、彼女の嘘を暴く。収容施設の生物が解放されると人類滅亡も免れないと力説するニックに2人は同調し、ヘレンは生物の餌の合図となっているサイレンを利用して生物を一箇所に集め殺し合わせる作戦を提案する。しかし作戦の事故でドアが閉まらなくなり、部屋の内側にある開閉ボタンを押すために2人の反対を押し切ってスティーブンが部屋に突入する。閉鎖された部屋の中を窓越しに見つめるニックの視界には、部屋の中央に立つスティーブンと彼を取り巻く古生物と未来生物の群れが映っていた。
スティーブンの墓前に立つ亀裂調査センターのメンバーには各々の感情が交錯していた。リークに加担していたキャロラインはコナーと事実上の絶縁関係となり、ニックは歴史改変の客観的な唯一の証拠であるクローディアの写真と決別する。センターの職員が去った後、墓前には世界の変化を予告するヘレンと、シルル紀の砂漠で死亡したはずの清掃員十数人が立っていた。

### 連続性
前話「罠」でニックが着用していたジャケットは本作では登場しない。このジャケットはリークの生物収容施設に置き去りにされた後にヘレンが回収しており、第3章第3話「奇襲」でニックのクローンが着用している。また、リークの生物収容施設のロケ地は第3章第8話「絶望の世界」で未来のハチ目の昆虫メゴプテランの巣として使用されている。このことから、リークの収容施設が将来的に亀裂調査センターの施設として流用された後にメゴプテランの巣になったという仮説が提唱されている。

## キャスト
日本語吹替声優は左からNHK放送版、DVD版の順。
ニック・カッター
演 - ダグラス・ヘンシュオール、声 - 堀内賢雄/大塚芳忠
スティーブン・ハート
演 - ジェームズ・マレー、声 - 川本克彦/加瀬康之
コナー・テンプル
演 - アンドリュー・リー・ポッツ、声 - 宮下栄治/浪川大輔
アビー・メイトランド
演 - ハナ・スピアリット、声 - 斉藤梨絵/足立友
ジェニー・ルイス
演 - ルーシー・ブラウン、声 - 加藤優子/小林さやか
ジェームズ・レスター
演 - ベン・ミラー、声 - 横島亘/御園行洋
ヘレン・カッター
演 - ジュリエット・オーブリー、声 - 唐沢潤/赤池裕美子
オリバー・リーク
演 - カール・テオバルド、声 - 村治学
キャロライン・スティール
演 - ナオミ・ベントレー、声 - 佐古真弓
モールの清掃員
演 - ティム・ファラデー

## 登場する生物
コエルロサウラヴス
レックス。コナー達に外へ繋がる換気口の位置を伝えるが、その直後にリークの部下が撃った跳弾に当たり負傷する。
巨大サソリ
リークがレスターへの脅しとしてビーチに放つ。観光客を捕食して民衆にパニックをもたらした後、レスターの命令で動いたスティーブンにより拘束される。
この個体とは別に収容施設に登場する個体がいる。
未来の捕食動物
集団で登場する。前話「罠」に登場した個体と同様に神経制御機器が施されており、リークの指示で本能を抑圧されている。リークはその制御を用いて捕食動物たちを"車や飛行機と同じ人間の役に立つマシン"や"専属のボディガード"として利用していた。なお、制御機器を無理やり外されると絶命する。
終盤でニックと対峙したリークが脅しのために集合させるも、ニックが先刻抜き取っていた制御機器をスミロドンが破壊した基盤に突っ込みショートさせる。これによって制御機器が機能不全を起こし、捕食動物たちは暴走してリークを殺害した。
スミロドン
第2章第3話「森に潜む牙」でバレリーに飼育され、急死したと見せかけてリークが回収していた個体が登場。アビー達に襲い掛かった際、施設の壁に埋め込まれていた捕食動物の神経制御機器の基盤に腕を突っ込んで破壊する。この破壊が後に捕食動物の暴走を招く。
スクトサウルス
第1章1話「太古への扉」の個体と同じく体重5〜6トン級の成体と、おそらく幼体と思われる小型の個体の合わせて2頭が登場した。そのうち成体は、中盤でコナー達と鉢合わせし、結果的に一行の脱出を手助けする役目を担った。
ラプトル
狭い檻の中に2頭が収容されており、餌の時間には肉塊を巡って争っていた。システムダウン後は1頭がアースロプレウラや未来の捕食動物と小競り合いをする。やがて終盤には1頭が脱出寸前のヘレンに襲いかかり、間接的にドアロックを破壊してスティーブンの犠牲の要因となる。なお、ヘレンに噛みついた個体はスティーブンに撃たれて倒れる描写があるが、最終局面では2頭のラプトルの生存が確認できる。
アースロプレウラ
第1章2話「恐怖の巨大グモ」で登場した6メートル級の個体よりは小型である。少ない出番の中でラプトルとは二度小競り合いを起こした。
未来の水棲霊長類
青黒い外皮の小柄な個体が登場するのみで、赤褐色のボス個体は確認されていない。リークから餌として魚を提供されていた唯一の生物である。
これらの生物は救出されたレックスを除く全てが、ニックらの計画した殺し合いによって全滅したとされている。

## 放送
イギリスではITV1で2008年2月23日に、ドイツでは Das Opfer という題で2008年5月26日にプロジーベンにて、アメリカ合衆国では2008年11月1日にBBCアメリカにて放送された。
日本では2009年10月8日に午後6時からNHKデジタル衛星ハイビジョン、午後8時からNHK総合で放送された。後に第3章が日本に上陸する直前には、2010年7月4日に午前10時50分から再放送された。

## 批評家の反応
Webサイト「The Sci-Fi Online」のポール・シンプソンは「陰謀の果て」を10点満点中8点と評価した。彼はスティーブンの自己犠牲が前話の次回予告で既に明かされていたことから特に驚くことではないと述べたが、そのシーンの重要性を強調し、次回予告に載せたことを批判した。一方で、終幕となるクローンの登場は彼の意表を突くものであった。シンプソンはリークの未熟さを察知したヘレンの反応が喜劇的だったとコメントし、リーク役のカール・テオバルドの辛口な台詞を聞けなくなることが残念だと述べた。大量に生物を登場させたことでフレームストアには莫大な負担がかかったろうと推測し、第3章の結末を楽しみにする形で彼はレビューを終えた。
The Medium is not Enoughのロブ・バークレーは本作を楽しみ、スティーブンが死亡するという展開について勇気があると賞賛し、またリークが典型的な悪役の言動に陥らずコナーに現実を教えたことを高く評価した。続く第3章で何が描かれるかについて期待を寄せてバークレーはレビューを終えた。